# Rindal
Rindal là một đô thị ở hạt Møre og Romsdal, Na Uy.
Rindal được tách khỏi Surnadal năm 1858.
Tên đô thị này được đặt theo nông trang Rindal (tiếng Na Uy Cổ Rinnudalr) do nhà thờ đầu tiên được xây tại đây.
Cho đến năm 1918, tên này vẫn được viết là Rindalen.
Huy hiệu được áp dụng từ năm 1989. Huy hiệu có hình cây búa của một chủ tọa, đại diện cho John Neergaard, người lập nên Formannskapslovene, một người xuất thân từ Rindal.